# Prix France-Acadie
Pour les articles homonymes, voir France (homonymie) et Acadie (homonymie).
Le prix France-Acadie est un prix littéraire créé en 1979 par l'association Les Amitiés Acadiennes et la Fondation de France. Il est destiné à encourager et promouvoir la création dans les domaines de la littérature et des sciences humaines en Acadie. 

## Historique
Le prix est créé en 1979 par l'association française Les Amitiés France-Acadie avec la collaboration de la Fondation de France.

### Organisation
L'organisation du concours est assurée par l'Association les Amitiés acadiennes qui organise le jury et récompense les récipiendaires au cours d'une cérémonie tenue à chaque automne, à Paris. La valeur du prix est actuellement fixée à 1 000 €.

### Conditions de participation
Initialement le prix est ouvert aux auteurs de langue française qui peuvent se prévaloir de l’identité acadienne des Provinces atlantiques du Canada ou à titre exceptionnel, de travaux remarqués sur l'Acadie par des auteurs canadiens-français. 
De manière générale, chaque lauréat du Prix France-Acadie ne peut recevoir le prix qu'une seule fois. L'auteur et artiste multidisciplinaire Herménégilde Chiasson est la seule personne à l'avoir reçu deux fois (en 1986 et en 1992).
Depuis 1983, deux prix sont habituellement décernés à chaque année: le premier reconnaît une œuvre littéraire et le second un essai dans le domaine des sciences humaines. Depuis 2008, le prix alterne entre les deux genres littéraires d'une année à l'autre : le prix en création littéraire étant remis les années paires, et le prix pour un ouvrage en sciences humaines les années impaires.
Depuis 2016, après plus de trente-cinq ans de reconnaissance et de soutien à la littérature en Acadie, les règles d'attribution du prix ont été modifiées.
Parmi les nouveautés, les critères d’admissibilité des ouvrages au Prix seront plus souples : ainsi, les œuvres écrites par des auteurs de culture acadienne n’auront plus à évoquer obligatoirement l’Acadie, ce qui permettra à un nombre plus important d’ouvrages d’être soumis et évalués par le jury. Par contre, les œuvres qui seront écrites par des francophones d’Amérique du Nord (pas nécessairement acadiens) devront, elles, porter sur l’Acadie.
En 2017, le prix France-Acadie a été attribué à l'écrivain Daniel Poliquin pour son roman Le vol de l'Ange.

## Controverse prix 2014
L'attribution du prix 2014 à Jean Moshen Fahmy est contesté en tant que fiction au lieu de travail remarqué sur l'Acadie. Le SNA valide le prix mais les règles de sélection seront modifiées par la suite,.

## Liste des lauréats
| Année |  | Auteur                                          | Ouvrage | Note                         |
| ----- |  | ----------------------------------------------- | --- | ---------------------------- |
| 1979  |  | Louis Haché                                     | Adieu P’tit Chipagan |                              |
| 1980  |  | Léonard Forest                                  | Comme en Florence | [ 6 ]                        |
| 1981  |  | Clarence Comeau                                 | Entre amours et silences |                              |
| 1981  |  | Dyane Léger,                                    | Graines de fées |                              |
| 1982  |  | Jeannine Landry-Thériault                       | Un soleil mauve sur la baie |                              |
| 1983  |  | Melvin Gallant                                  | Le Chant des grenouilles | création littéraire          |
| 1983  |  | Léon Thériault                                  | La question du pouvoir en Acadie | sciences humaines            |
| 1984  |  | Germaine Comeau                                 | L’Été aux puits secs | sciences humaines            |
| 1984  |  | Cécile Gallant                                  | Le mouvement coopératif chez les Acadiens de la région Evangéline (1862-1982)                                                                       | sciences humaines            |
| 1985  |  | Jacques Savoie                                  | Les Portes tournantes | création littéraire          |
| 1985  |  | Alphonse J. Deveau                              | L’Abbé Le Loutre et les Acadiens | création littéraire          |
| 1986  |  | Ronald LaBelle                                  | Au Village-Du-Bois | création littéraire          |
| 1986  |  | Joseph et Roland Le Huenen                      | Contes, récits et légendes des îles St-Pierre et Miquelon                                                                                           | sciences humaines            |
| 1987  |  | Christiane Saint-Pierre                         | Sur les pas de la mer | contes et nouvelles          |
| 1987  |  | Réjean Aucoin Jean-Claude Tremblay              | Le tapis de Grand-Pré | création littéraire          |
| 1987  |  | R.P. Clarence J. d’Entremont                    | Histoire du Cap Sable | sciences humaines            |
| 1988  |  | Huguette Bourgeois                              | L’Enfant-fleur | création littéraire          |
| 1988  |  | George Arsenault                                | Les Acadiens de l’Île | sciences humaines            |
| 1989  |  | Anne Albert-Levesque                            | Du haut des terres | création littéraire          |
| 1989  |  | Ronald Cormier                                  | J’ai vécu la guerre | sciences humaines            |
| 1990  |  | Claude Le Bouthillier                           | Le Feu du mauvais temps | création littéraire          |
| 1990  |  | Robert Pichette                                 | Pour l’honneur de mon prince | sciences humaines            |
| 1991  |  | Serge Patrice Thibodeau                         | La Septième Chute | création littéraire          |
| 1991  |  | Yves Cormier                                    | Les aboiteaux en Acadie | sciences humaines            |
| 1992  |  | Herménégilde Chiasson                           | Vous | pour l’ensemble de son œuvre |
| 1993  |  | Jean-Marie Nadeau                               | Que le tintamarre commence ! | création littéraire          |
| 1993  |  | Maurice Beaudin Donald J. Savoie                | Les Défis de l’industrie des pêches au Nouveau-Brunswick                                                                                            | sciences humaines            |
| 1994  |  | Sylvain Rivière                                 | La Belle Embarquée | création littéraire          |
| 1994  |  | Jean Daigle                                     | L’Acadie des Maritimes | sciences humaines            |
| 1995  |  | Simone Rainville                                | Madeleine ou la rivière au printemps | création littéraire          |
| 1995  |  | Maurice Basque                                  | De Marc Lescarbot à l’AEFNB | sciences humaines            |
| 1996  |  | Martin Pître                                    | L’ennemi que je connais | création littéraire          |
| 1996  |  | Joseph Yvon Thériault                           | L’identité à l’épreuve de la modernité | sciences humaines            |
| 1997  |  | Ulysse Landry                                   | Sacrée montagne de fou | création littéraire          |
| 1997  |  | Paul Surette                                    | Atlas de l’établissement des Acadiens aux trois rivières de Chignectou                                                                              | sciences humaines            |
| 1998  |  | France Daigle                                   | Pas Pire | création littéraire          |
| 1998  |  | Robert Viau                                     | Les Grands Dérangements / la déportation des Acadiens en littératures acadienne, québécoise et française                                            | sciences humaines            |
| 1999  |  | Mario Thériault                                 | Terre sur mer | création littéraire          |
| 1999  |  | Jacques Vanderlinden                            | Se marier en Acadie | sciences humaines            |
| 2000  |  | Camilien Roy                                    | Terre sur mer | création littéraire          |
| 2000  |  | Marjolaine Saint-Pierre                         | Saint-Castin, baron français, chef amérindien, Sillery (Québec), Septentrion, coll. « Atlantica », 1999, 258 p. (ISBN 2-89448-137-3, lire en ligne) | sciences humaines            |
| 2001  |  | Jacques P. Ouellet                              | La Revanche du pékan | création littéraire          |
| 2001  |  | Hector J. Cormier                               | La scission du district scolaire n° 15 : l’histoire d’une lutte, mais surtout d’une victoire                                                        | sciences humaines            |
| 2001  |  | Gilbert Finn                                    | Fais quelque chose | sciences humaines            |
| 2002  |  | Edmond L. Landry                                | La Charlotte des battures | création littéraire          |
| 2002  |  | Nicolas Landry Nicole Lang                      | Histoire de l’Acadie | sciences humaines            |
| 2003  |  | Sophie Bérubé                                   | La Trombe sacrée | création littéraire)         |
| 2003  |  | Rodrigue Landry Serge Rousselle                 | Éducation et droits collectifs | sciences humaines            |
| 2004  |  | Édith Bourget                                   | Autour de Gabrielle | création littéraire          |
| 2004  |  | Raoul Boudreau                                  | L'enfance au temps des processions | création littéraire          |
| 2005  |  | Lili Maxime                                     | Ouragan sur le bayou | création littéraire          |
| 2005  |  | Michel Cormier                                  | Louis J. Robichaud une révolution si peu tranquille                                                                                                 | sciences humaines            |
| 2006  |  | Raymond Guy Leblanc                             | Archives de la présence | création littéraire          |
| 2006  |  | Edna Gionet-Roy                                 | Un cri dans le silence | sciences humaines            |
| 2007  |  | Jocelyne Mallet-Parent                          | Sous le même soleil | création littéraire          |
| 2007  |  | Odette Castonguay                               | Calixte Duguay, aussi longtemps que je vivrai... | sciences humaines            |
| 2008  |  | Gérard Émile Leblanc                            | Chroniques de Memramcook | création littéraire          |
| 2009  |  | Anne-Marie Couturier                            | L'étrange destin de René Plourde, Pionnier de la Nouvelle-France                                                                                    | sciences humaines            |
| 2010  |  | Raymond Breau                                   | Le Vol de l'aigle pêcheur | création littéraire          |
| 2011  |  | Marjorie Pedneault                              | Un coup de cœur s'est fait entendre | sciences humaines            |
| 2012  |  | Gracia Couturier                                | Chacal, mon frère | création littéraire          |
| 2013  |  | Denise Lamontagne                               | Le culte de Sainte-Anne en Acadie | sciences humaines            |
| 2014  |  | Jean Mohsen Fahmy                               | Les chemins de la liberté | création littéraire ,        |
| 2015  |  | Phil Comeau Warren Perrin Mary Broussard-Perrin | L'Acadie hier et aujourd'hui, l'histoire d'un peuple                                                                                                | sciences humaines            |
| 2017  |  | Daniel Poliquin                                 | Le Vol de l’ange | création littéraire          |
| 2018  |  | André-Carl Vachon                               | Les Acadiens déportés qui acceptèrent l'offre de Murray                                                                                             | sciences humaines            |
| 2019  |  | Carolle Arsenault                               | Un protestant dans le salon | création littéraire          |
| 2020  |  | Michael Poplyansky                              | Le Parti Acadien et la quête d'un paradis perdu | sciences humaines            |
| 2021  |  | Jean-Louis Grosmaire                            | Acadissima | création littéraire          |
| 2022  |  | Marc-André Comeau                               | Pêcheur normand, Famille métisse | sciences humaines            |